# Krkonošské rozsochy

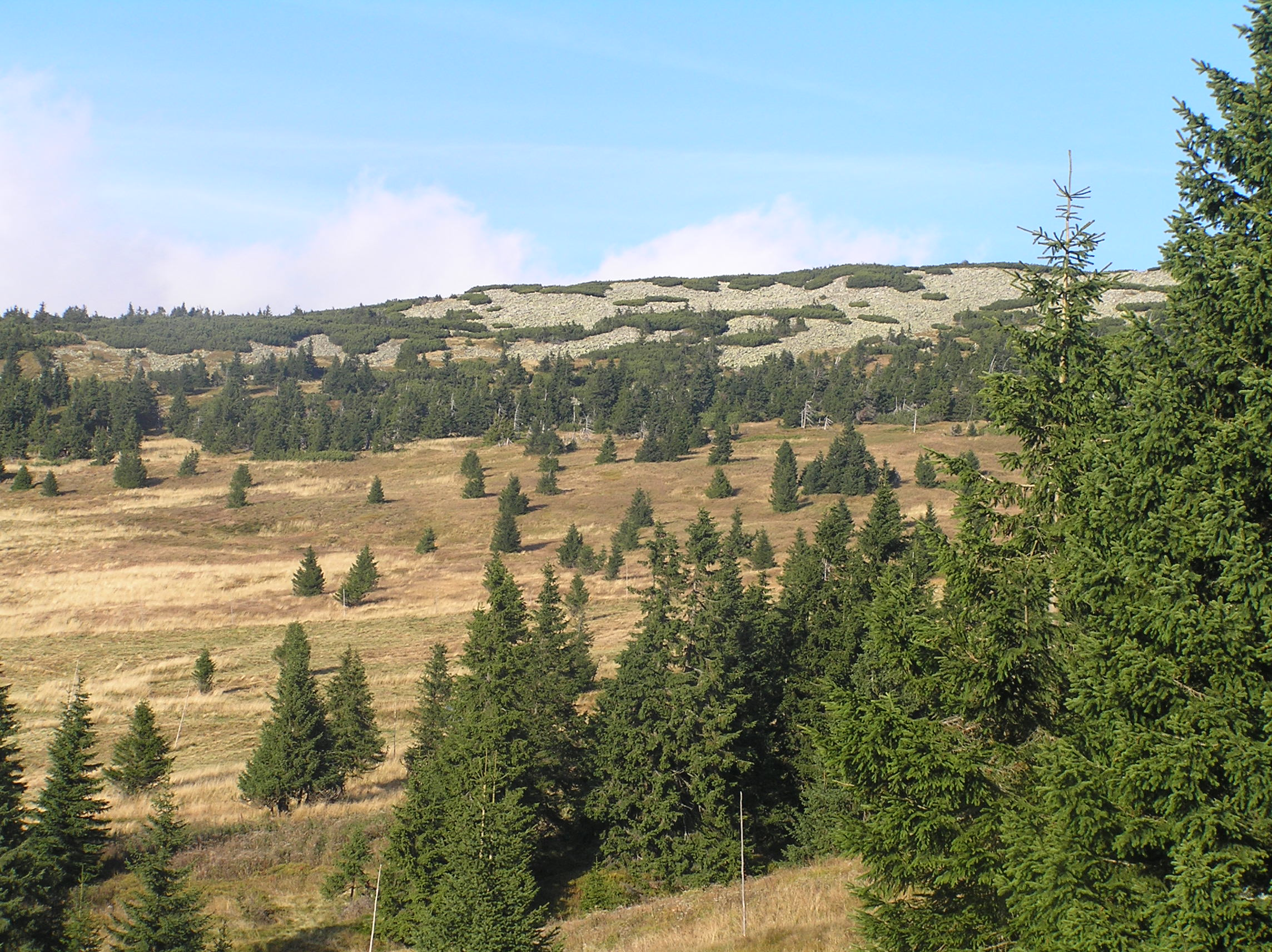
Zadní planina - najwyższy szczyt Krkonošskich rozsoch

Krkonošské rozsochy, Grzbiety południowe – system grzbietów w południowych Karkonoszach, w Sudetach Zachodnich, w północnych Czechach i fragmentarycznie w południowo-zachodniej Polsce (województwo dolnośląskie).

## Położenie
Krkonošské rozsochy stanowią południową część Karkonoszy. Zajmują prawie połowę ich powierzchni. Dzielą się na mniejsze jednostki. Są to, od zachodu:
- Vilémovská hornatina,
- Vlčí hřbet,
- Žalský hřbet,
- Černohorská hornatina,
- Růžohorská hornatina,
- Grzbiet Lasocki,
- Rýchory.

Wszystkie te grzbiety, poza Lasockim, leżą całkowicie w Czechach.
Krkonošské rozsochy na północy graniczą, od zachodu, z Czeskim Grzbietem, Czarnym Grzbietem i Kowarskim Grzbietem, na zachodzie z Górami Izerskimi, na południu z Podgórzem Karkonoskim i na wschodzie z Broumovską vrchoviną.

## Opis
Grzbiety ciągną się ogólnie w kierunku południkowym. Vilémovská hornatina, Vlčí hřbet, Žalský hřbet i Černohorská hornatina łączą się z Czeskim Grzbietem, Růžohorská hornatina odchodzi od Czarnego Grzbietu (Śnieżki), a Lasocki Grzbiet od Kowarskiego Grzbietu. Oddzielają je głębokie doliny rzeczne - Łaby i jej dopływów: Izery, Jizerki, Úpy i Male Úpy. W dolinach tych znajduje się wiele karkonoskich miejscowości.

## Budowa geologiczna
Krkonošské rozsochy zbudowane są ze skał metamorficznych wschodniej osłony granitu karkonoskiego oraz metamorfiku południowych Karkonoszy – głównie gnejsów i łupków łyszczykowych, podrzędnie amfibolitów, zieleńców, łupków serycytowych, łupków chlorytowych, łupków łyszczykowych z granatami, fyllitów serycytowo-chlorytowych, fyllitów grafitowych, łupków kwarcowych, kwarcytów, łupków grafitowych, wapieni krystalicznych, erlanów i innych. Wiek tych skał określa się jako neoproterozoik oraz niższy paleozoik.

## Wody
Znakomita większość terenu należy do zlewiska Morza Północnego. Zachodnia część leży w dorzeczu Izery, środkowa Łaby, a wschodnia - Úpy. Jedynie wschodnie zbocza Lasockiego Grzbietu są odwadniane przez Bóbr, a północno-zachodnie przez Jedlicę, dopływ Łomnicy, która wpada do Bobru. Te fragmenty należą do zlewiska Morza Bałtyckiego.

## Ochrona przyrody
Prawie cała czeska część Południowych Grzbietów położona jest na obszarze czeskiego Karkonoskiego Parku Narodowego (czes. Krkonošský národní park, KRNAP), a reszta w jego otulinie. Polska część {północne i wschodnie zbocza Lasockiego Grzbietu} nie są specjalnie chronione.